# 奧拉霍瓦茨
奧拉霍瓦茨（羅馬化：Orahovac），是科索沃賈科維察區奥拉霍瓦茨市镇内的城鎮及行政中心。整个市镇面積为276平方公里，海拔高度477米，2011年人口普查时城镇人口数量为15,892人，而整个市镇的人口数量则为56,208人。